# Gunung Benom
Le Gunung Benom est une montagne de Malaisie péninsulaire culminant à 2 107 m d'altitude.